# Пчелосовхоза
Пчелосовхо́за (рос. Пчелосовхоза, башк. Умартасылыҡ совхозы) — присілок у складі Гафурійського району Башкортостану, Росія. Входить до складу Красноусольської сільської ради.
Населення — 169 осіб (2010; 162 в 2002).
Національний склад:
- чуваші — 58%